# Локоть Тимофій Васильович
Локоть Тимофій Васильович (19 січня 1869, Борзна — 25 липня 1942, Земун, Югославія) — український вчений-агроном, політичний діяч, публіцист. Становий козак. Учасник Всезакордонного церковного собору РПЦ в Сремських Карловцях (Сербія).

## Життєпис
Тимофій Васильович народився 19 (31) січня 1869 року в м. Борзна Чернігівська губернія.
У 1895 році закінчив Київський університет, природниче відділення.
З 1896 по 1988 роки працював помічником директора Полтавського дослідного поля.
У 1898 році секретар завідувача секції агрономії професора С. М. Богданова.
У 1899 році закінчив Московський сільськогосподарський інститут.
У 1904 році захистив дисертацію на тему: «Вологість ґрунту у зв'язку з культурними та кліматичними умовами».
З 1905 по 1917 роки працював професором сільського господарства і лісівництва Ново-Олександрійському інституті сільського господарства (Польща, а  від 1914 - Харків).
У 1906 році обраний членом першої Державної думи від Чернігівської губернії.
У 1911 році зарахований до Департаменту землеробства для завершення робіт з розвитку ярої пшениці на чорноземах.
У 1912 році приват-доцент фізико-математичного факультету Московського університету.
З 1914 року викладав сільськогосподарське законодавство.
Депутат 1-ї Державної думи від Чернігівської губернії, член Трудової групи. Після розпуску думи за підписання «Виборзької відозви» був засуджений до 3 місяців тюремного ув'язнення. Згодом — монархіст і націоналіст.
У 1920 році емігрував до Сербії, працює професором агрономічного факультету Белгородського університету; член бюро Російської парламетнської групи.
1921 брав участь у роботі Всезакордонного церковного собору в Сремських Карловцях (Сербія).
Після поразки Української Революції та окупації України московськими комуністами — на еміграції. 

25 липня 1942 року помер, похований на Новому цвинтарі у Белграді.

## Твори
- Классицизм и реализм: (Основные вопросы реформируемой школы). М., 1903. 67 с.
- Влажность почвы в связи с культурными и климатическими условиями. Киев, 1904
- Первая дума: Статьи, заметки и впечатления бывшего члена Гос. думы. М., 1906.
- Политические партии и группы в Государственной думе: Характер и причины политического бессилия Первой думы. Возможный характер и задачи Второй думы. М., 1907.
- Усвоение минеральных веществ растениями. СПб., 1907.
- Бюджетная и податная политика России. — М.: Тип. Т-ва И. Д. Сытина, 1908. — 240 с.
- Вопросы половой этики и любви. М., 1909.
- Оправдание национализма: Рабство русской радикальной интеллигенции. Национал-демократия. Киев, 1910.
- Основы частного земледелия. СПб., 1910.
- Мысли педагога о реформе школы. СПб., 1912.
- Сельскохозяйственное законоведение. Пг., 1915.
- Завоевания революции. Вена: Детинец, 1921.
- «Завоевания революции» и идеология русского монархизма. Берлин: Двуглавый орел, 1921.
- Смутное время и революция: (Политические параллели 1613—1917 г.). Берлин: Двуглавый орел, 1923.